# LIAT20
LIAT 2020 Limited, opererend als LIAT20 of kortweg LIAT, is de nationale luchtvaartmaatschappij van Antigua en Barbuda en is de opvolger van LIAT. De maatschappij heeft haar hubs op de luchthaven van Saint George en de luchthaven van Kingstown en vliegt binnen het Caribisch gebied en naar Guyana.

## Geschiedenis
LIAT20 werd op 24 juli 2020 opgericht, vanwege de financiële problemen bij LIAT door de coronapandemie. LIAT stopte uiteindelijk op 24 januari 2024. Op 6 augustus 2024 ging LIAT20 van start.
LIAT20 is ontstaan vanuit een samenwerking tussen Antigua en Barbuda en de Nigeriaanse luchtvaartmaatschappij Air Peace. Die maatschappij heeft een aandeel van 70% in LIAT20 en leaset vliegtuigen aan de maatschappij.

## Vloot

### Huidige vloot
De vloot van LIAT20 bestaat uit de volgende toestellen (mei 2025):
| Type            | In dienst | Orders | Opmerkingen            |
| --------------- | --------- | ------ | ---------------------- |
| ATR 42-600      | 1         | 2      | V2-LIG                 |
| Embraer 145     | 2         | —      | Geleased van Air Peace |
| Embraer E195-E2 | —         | 1      | Geleased van Air Peace |
| Totaal          | 3         | 3      |                        |

### Voormalige vloot
De vloot van LIAT20 bestond ook uit de volgende toestellen:
| Type        | Aantal | In dienst | Uitgefaseerd | Opmerkingen |
| ----------- | ------ | --------- | ------------ | ----------- |
| Embraer 145 | 1      | 2024      | 2024         | 5N-BXG      |

## Bestemmingen
LIAT20 vliegt naar de volgende bestemmingen (mei 2025):
| Land                           | Stad           | Luchthaven                                 | Opmerkingen |
| ------------------------------ | -------------- | ------------------------------------------ | ----------- |
| Antigua en Barbuda             | Codrington     | Burton–Nibbs International Airport         |             |
| Antigua en Barbuda             | Saint George   | V. C. Bird International Airport           | hub         |
| Barbados                       | Christ Church  | Grantley Adams International Airport       |             |
| Britse Maagdeneilanden         | Road Town      | Terrance B. Lettsome International Airport |             |
| Dominica                       | Marigot        | Luchthaven Douglas-Charles                 |             |
| Grenada                        | Saint George's | Maurice Bishop International Airport       |             |
| Guyana                         | Georgetown     | Cheddi Jagan International Airport         |             |
| Saint Kitts en Nevis           | Basseterre     | Robert L. Bradshaw International Airport   |             |
| Saint Lucia                    | Castries       | George F. L. Charles Airport               |             |
| Saint Vincent en de Grenadines | Kingstown      | Argyle International Airport               | basis       |
| Sint Maarten                   | Philipsburg    | Princess Juliana International Airport     |             |
| Trinidad en Tobago             | Port of Spain  | Piarco International Airport               |             |